# ایالت احساء
با احساء و شهرستان احساء اشتباه نگیرید.
ایالت لحسا یکی از ایالتهای امپراتوری عثمانی بود. قلمرو این ایالت امروزه بخشی از کویت و قطر است. 
این منطقه در میانه های سدهٔ شانزدهم از سوی نیروهای عثمانی اشغال شد و تا ۱۳۰ سال آینده  اش با درجه های مختلف نفوذ توسط آنها اداره می شد.